# Île Longue (Finistère)
Île Longue is een schiereiland in het Franse departement Finistère in de regio Bretagne. Het eiland ligt in de gemeente Crozon. Het is de thuishaven van de SNLE: duikboten die zijn uitgerust met ballistische raketten. Om deze reden is het een van de meest geheime en beveiligde plaatsen in Frankrijk.
Het schiereiland ligt aan de zuidkant van de Rade de Brest, de natuurlijke baai waar aan de noordkant ook de stad Brest ligt. Île Longue is 42 meter hoog en heeft een oppervlak van 1,10 km². Ten noorden van het schiereiland liggen twee eilandjes: Île des Morts en Île Trébéron.
Oorspronkelijk was het niet meer dan een zandbank met kliffen. Vauban liet het al versterken. In de Eerste Wereldoorlog was het een interneringskamp voor Duitse burgers. In de Tweede Wereldoorlog werd het door de Duitse bezetter ingericht als luchtafweerbatterij. In 1965 wees president Charles De Gaulle Île Longue aan als marinebasis van de Force de frappe. Bij de inrichting als onderzeeboothaven tussen 1967 en 1972 werd het vergroot en bedijkt. Ook werden er twee droogdokken aangelegd.